# Thyra Janse-Juberg
Thyra Janse-Juberg, född Nilsson 3 maj 1882 i Maria Magdalena församling, Stockholm, död 1 januari 1960 i Gustav Vasa församling, Stockholm, var en svensk teaterdirektör.
Tillsammans med sin make skådespelaren Edvin Janse drev hon flera teaterscener i Stockholm 1923–1953. 

## Biografi
Thyra Janse-Juberg var född i Stockholm som dotter till skrädderiarbetaränkan Kristina Charlotta Nilsson. Hon arbetade som bodbiträde när hon gifte sig med skådespelaren Edvin Johannesson Janse. Ungefär samtidigt övertar makarna Casinoteatern på Bryggargatan 5, före detta Cabaret Guldregn. Tillsammans drev Edvin och Thyra Janse flera teatrar i Stockholm på 1920-talet. Förutom Casino var det Söders friluftsteater i Vitabergsparken från 1925,, Nya Revy-Teatern 1927, Mosebacketeatern från 1928 och Tantolundens friluftsteater från 1930. När Edvin dog 1932 tog Thyra Janse över direktionen för Tantolundens friluftsteater tillsammans med Gideon Wahlberg medan Sigge Fischer tog över direktionen för Mosebacke och Söders friluftsteater.

## Familj
Thyra Nilsson gifte sig 1922 med skådespelaren, cabaretsångaren och teaterdirektören Edvin Johannesson Janse. Hon blev änka 1932 och gifte 1934 om sig med skådespelaren Ludde Juberg. De hade inga barn. Thyra Janse Juberg avled 1960 och ligger begravd tillsammans med Edvin Janse och Ludde Juberg på Norra begravningsplatsen i Stockholm.